# 2008년 U리그
U리그 2008은 대한민국의 대학축구리그인 U리그가 출범한 1번째 시즌이다. 초대 시즌에는 총 10개의 대학축구단이 참가하였다. 시즌은 5월 1일에 시작했으며, 11월 3일에 마무리되었다. 리그는 단일리그로 구성되어, 2라운드 로빈 방식으로 팀당 18경기씩 총 90경기를 치러 최종순위를 결정했다. 2008년은 U리그 출범의 원년이었기 때문에 시범 리그의 성격이 강했으며, 수도권에 위치한 대학교들을 중심으로 운영되었다.

## 참가 구단 (2008)
- 건국대학교
- 경희대학교
- 고려대학교
- 광운대학교
- 명지대학교
- 성균관대학교
- 수원대학교
- 연세대학교
- 중앙대학교
- 한양대학교

## 리그 순위

### 정규리그
| 순위 | 팀                     | 경기 | 승 | 무 | 패 | 득 | 실 | 차  | 승점 | 참가 자격 및 강등 |
| ---- | ---------------------- | ---- | -- | -- | -- | -- | -- | --- | ---- | ----------------- |
| 1    | 경희대학교 (C)         | 18   | 8  | 8  | 2  | 25 | 14 | +11 | 32   | 정규리그 우승     |
| 2    | 한양대학교             | 18   | 7  | 9  | 2  | 30 | 21 | +9  | 30   |                   |
| 3    | 틀:축구단 중앙대학교   | 18   | 8  | 6  | 4  | 29 | 21 | +8  | 30   |                   |
| 4    | 건국대학교             | 18   | 4  | 12 | 2  | 18 | 15 | +3  | 24   |                   |
| 5    | 연세대학교             | 18   | 6  | 6  | 6  | 24 | 27 | -3  | 24   |                   |
| 6    | 광운대학교             | 18   | 6  | 4  | 8  | 22 | 22 | 0   | 22   |                   |
| 7    | 고려대학교             | 18   | 4  | 9  | 5  | 19 | 21 | -2  | 21   |                   |
| 8    | 틀:축구단 명지대학교   | 18   | 5  | 4  | 9  | 15 | 24 | -9  | 19   |                   |
| 9    | 틀:축구단 수원대학교   | 18   | 4  | 6  | 8  | 18 | 26 | -8  | 18   |                   |
| 10   | 틀:축구단 성균관대학교 | 19   | 2  | 8  | 9  | 15 | 24 | -9  | 14   |                   |

* 출처 : 
* 순위 결정방식 : 
1) 승점; 2) 골 득실차; 3) 득점 수.
* (C) = 우승; (R) = 강등; (P) = 승격; (O) = 플레이오프 승리; (A) = 다음 라운드 진출 
* 시즌이 끝나지 않은 경우만 사용되는 표시: 
(Q) = 대항전 진출 자격이 됨; (TQ) = 대항전 진출 자격이 됐으나 진출할 라운드가 정해지지 않음; (RQ) = 강등 결정전 진출 자격이 됨; (DQ) = 대항전 진출 자격을 잃음.

## 리그 결과

### 정규리그
| 원정홈       | 건국대 | 경희대 | 고려대 | 광운대 | 명지대학교 | 성균관대학교 | 수원대학교 | 연세대 | 중앙대학교 | 한양대 |
| 건국대학교   |        | 0–0    | 3–2    | 0–0    | 0–0        | 1–0          | 1–2        | 1–0    | 3–3        | 1–1    |
| 경희대학교   | 1–1    |        | 5–0    | 1–0    | 2–1        | 0–0          | 3–1        | 3–3    | 1–0        | 1–1    |
| 고려대학교   | 1–1    | 1–1    |        | 0–2    | 1–1        | 3–0          | 1–0        | 2–2    | 1–1        | 1–1    |
| 광운대학교   | 0–2    | 0–1    | 0–0    |        | 2–1        | 2–2          | 4–0        | 3–0    | 1–1        | 2–4    |
| 명지대학교   | 0–0    | 1–2    | 0–3    | 1–0    |            | 1–0          | 0–0        | 0–1    | 0–2        | 3–2    |
| 성균관대학교 | 2–2    | 0–0    | 1–1    | 0–1    | 1–3        |              | 1–1        | 3–2    | 1–2        | 0–1    |
| 수원대학교   | 0–0    | 1–0    | 0–1    | 3–2    | 0–1        | 2–1          |            | 3–3    | 2–3        | 1–1    |
| 연세대학교   | 1–0    | 0–0    | 1–0    | 0–2    | 2–1        | 0–1          | 1–1        |        | 0–1        | 1–1    |
| 중앙대학교   | 1–1    | 2–3    | 1–0    | 1–0    | 4–0        | 1–1          | 2–1        | 2–3    |            | 1–2    |
| 한양대학교   | 0–0    | 2–1    | 1–1    | 5–1    | 2–1        | 1–1          | 1–0        | 3–4    | 1–1        |        |

2008년 11월 3일까지 치른 모든 경기를 대상으로 함.
출처: 
색상: 파랑 = 홈팀 승; 노랑 = 무승부; 빨강 = 원정 팀 승.
아직 치러지지 않은 경기 중 a표시는 그에 대한 문서가 있다는 것을 표시함.

## 우승
| U리그 2008 우승       |
| --------------------- |
| 경희대학교 1번째 우승 |

## 수상
2008 대한축구협회 U리그의 시상식은 11월 19일에 열렸으며, 수상내역은 아래와 같다.
- 최우수선수상 : 이호 (경희대학교)
- 우수선수상 : 안준혁 (한양대학교)
- 페어플레이상 (구단) : 한양대학교
- 페어플레이상 (선수) : 정우성 (중앙대학교)
- 득점상 : 고경민 (한양대학교)
- 수비상 : 박상진 (경희대학교)
- 골키퍼상 : 정성윤 (경희대학교)
- 지도자상 : 김광진 (경희대학교)

## 같이 보기
- 2008년 대한민국 FA컵